# Kate Melton
Kate Melton, née le 23 juin 1992 à Oklahoma City, est une actrice américaine.

## Biographie
Kate Melton commence sa carrière de comédienne à l'âge de 14 ans en 2006, en apparaissant dans Freaky Faron comme Brianne Vendergreen ou dans Timmy où elle jouait le rôle de la petite amie. En 2007, elle apparaît notamment dans le film Friday Night Light où elle joue une adolescente. En 2008, elle joue dans Lucy: un film d'époque où elle interprète Courtney. 
Sa carrière démarre vraiment en 2009 avec le rôle de la belle Daphné Blake dans Scooby-Doo : Le mystère commence, dont elle tourne un deuxième volet intitulé Scooby-Doo et le Monstre du lac en 2010. Elle est maintenant coach pour acteurs.

## Filmographie

### À la télévision
- 2007 : Friday Night Lights : Une adolescente

- 2009 : Scooby-Doo : Le mystère commence de Brian Levant (téléfilm) : Daphné Blake
- 2010 : Scooby-Doo et le Monstre du lac de Brian Levant (téléfilm) : Daphné Blake